# Юркино (Волоколамський район)
Ю́ркіно (рос. Юркино) — присілок, підпорядкований місту Волоколамську Московської області Російської Федерації.
Муніципальне утворення — Волоколамський міський округ. У 2006—2019 роках органом місцевого самоврядування було сільське поселення Ярополецьке. Населення становить 22 особи (2016).

## Історія
З 14 січня 1929 року входить до складу новоутвореної Московської області. Раніше належало до Волоколамського повіту Московської губернії. Належало до Волоколамського району до його ліквідації 9 червня 2019 року.
Сучасне адміністративне підпорядкування з 2019 року.

## Населення
| 1859 | 1926 | 2002 | 2006 | 2010 | 2013 | 2014 |
| ---- | ---- | ---- | ---- | ---- | ---- | ---- |
| 301  | ↗309 | ↘23  | ↘21  | ↘17  | ↗23  | →23  |
| 2015 | 2016 |      |      |      |      |      |
| →23  | ↘22  |      |      |      |      |      |